# Mankmuß
Mankmuß ist ein Ortsteil der Gemeinde Karstädt im Landkreis Prignitz in Brandenburg.

## Geografie
Der Ort liegt 6 Kilometer südwestlich von Karstädt und 14 Kilometer westnordwestlich von Perleberg. Die Nachbarorte sind Dargardt, Forsthof und Stavenow im Nordosten, Mesekow und Laaslich im Südosten, Birkholz im Südwesten sowie Boberow und Gosedahl im Nordwesten.

## Geschichte
Die erste schriftliche Erwähnung von Mankmuß stammt aus dem Jahr 1340. Darin wurde der Ort unter „tho Manckemose“ verzeichnet.
Vor 1816 gehörte der Ort zum Kreis Lenzen in der Provinz Prignitz; ein Teil der Kurmark der Mark Brandenburg und kam anschließend zum Kreis Westprignitz. Auf den Urmeßtischblättern „1388 Rambow“ und „1389 Karstädt“, beide aus dem Jahr 1843, ist Mankmuß als ein Straßendorf mit einer Kirche und einem Gut verzeichnet. Im Jahr 1900 bildete das Dorf mit seiner Gemarkungsgröße von 478 Hektar den Gemeindebezirk und das Rittergut mit seinen 354 Hektar Fläche einen Gutsbezirk. Letzterer wurde 1907 aufgelöst. 1928 wurde der Gutsbezirk Birkholz nach Mankmuß eingemeindet. Über den zuvor zum Gutsbezirk Stavenow gehörenden Ort hinaus, wurde auch der „von Hinkeldeysche Forstbesitz“ ein Teil der Gemeinde.
Ab 1952 gehörte Mankmuß zum Kreis Perleberg im Bezirk Schwerin. Im Jahr 1992 schloss sich die Gemeinde Mankmuß dem neu gebildeten Amt Karstädt an und wurde 1993 ein Teil des heutigen Landkreises Prignitz. Die zuvor selbstständige Gemeinde Mankmuß wurde zum 31. Dezember 2002 in Karstädt eingegliedert.
Einwohnerentwicklung
| Jahr          | 1734 | 1772 | 1791 | 1801 | 1817 | 1837 | 1858 | 1871 | 1895 | 1925 | 1939 | 1946 | 1964 | 1971 | 1981 | 1991 |
| Einwohnerzahl | 156  | 187  | 179  | 211  | 206  | 253  | 294  | 306  | 291  | 245  | 330  | 493  | 325  | 386  | 297  | 262  |

* Details einzelner Jahre zu Gemeindebezirk/Gutsbezirk: 1858=205/89 – 1871=248/58 – 1895=233/58

## Sehenswürdigkeiten
Die Liste der Baudenkmale in Karstädt enthält insgesamt drei Einträge zum Ort. In der Liste der Bodendenkmale in Karstädt sind insgesamt 27 Bodendenkmale zur Gemarkung Mankmuß verzeichnet.

## Verkehr
Der Ort ist über zwei Landesstraßen zweiter Ordnung zu erreichen: über die L 122 von Boberow im Nordwesten und von Nebelin im Südosten sowie über die L 131 von Karstädt aus. Darüber hinaus existiert die Kreisstraße 7036, die in Richtung Süden zum benachbarten Birkholz führt.